# Llista de topònims de Sant Miquel de Campmajor
Llista de topònims (noms propis de lloc) del municipi de Sant Miquel de Campmajor, al Pla de l'Estany
Informació actualitzada per un bot. Els canvis manuals es perdran quan s'actualitzi!

## castell
| imatge | Nom                | Ubicat a                 | instància de | Detalls                     | coordenades                                                   | Protecció                                            | Commons (més fotos) | Dades a WD                    |
| ------ | ------------------ | ------------------------ | ------------ | --------------------------- | ------------------------------------------------------------- | ---------------------------------------------------- | ------------------- | ----------------------------- |
|        | Castell de Falgons | Sant Miquel de Campmajor | castell      | Estil: arquitectura popular | 42° 06′ 28″ N, 2° 39′ 48″ E / 42.107778°N,2.663333°E 353 msnm | bé d'interès cultural bé cultural d'interès nacional | Castell de Falgons  | Modifica les dades a Wikidata |
|        | Castell de Roca    | Sant Miquel de Campmajor | castell      | Estil: arquitectura popular | 42° 09′ 49″ N, 2° 40′ 49″ E / 42.163611°N,2.680278°E 206 msnm | bé d'interès cultural bé cultural d'interès nacional | Castell d'en Roca   | Modifica les dades a Wikidata |

## collada
| imatge | Nom                 | Ubicat a                                       | instància de | Detalls | coordenades                                                       | Protecció | Commons (més fotos) | Dades a WD                    |
| ------ | ------------------- | ---------------------------------------------- | ------------ | ------- | ----------------------------------------------------------------- | --------- | ------------------- | ----------------------------- |
|        | collet de Guixeres  | Sant Miquel de Campmajor Porqueres Serinyà     | collada      |         | 42° 09′ 15″ N, 2° 42′ 04″ E / 42.154166666667°N,2.7011111111111°E |           |                     | Modifica les dades a Wikidata |
|        | collet de Trentinyà | Sant Miquel de Campmajor Sant Martí de Llémena | collada      |         | 42° 05′ 06″ N, 2° 38′ 53″ E / 42.085102°N,2.648075°E 707 msnm     |           |                     | Modifica les dades a Wikidata |

## curs d'aigua
| imatge | Nom                | Ubicat a                                                | instància de | Detalls           | coordenades                                                                                               | Protecció | Commons (més fotos) | Dades a WD                    |
| ------ | ------------------ | ------------------------------------------------------- | ------------ | ----------------- | --- | --------- | ------------------- | ----------------------------- |
|        | Ser                | Santa Pau Sant Ferriol Sant Miquel de Campmajor Serinyà | curs d'aigua | Desemboca: Fluvià | 42° 07′ 57″ N, 2° 34′ 14″ E / 42.1326°N,2.57059°E 42° 11′ 13″ N, 2° 45′ 19″ E / 42.187°N,2.75534°E        |           | Ser River           | Modifica les dades a Wikidata |
|        | el Ritort          | Sant Miquel de Campmajor Mieres                         | curs d'aigua | Desemboca: Ser    | 42° 05′ 16″ N, 2° 38′ 11″ E / 42.087765°N,2.636404°E 42° 09′ 36″ N, 2° 41′ 03″ E / 42.160026°N,2.684066°E |           |                     | Modifica les dades a Wikidata |
|        | riera de Campmajor | Pla de l'Estany                                         | curs d'aigua |                   | 42° 07′ 43″ N, 2° 40′ 58″ E / 42.1286°N,2.68274°E                                                         |           |                     | Modifica les dades a Wikidata |

## entitat singular de població
| imatge | Nom                      | Ubicat a                 | instància de                                                                   | Detalls | coordenades                                                                  | Protecció | Commons (més fotos) | Dades a WD                    |
| ------ | ------------------------ | ------------------------ | ------------------------------------------------------------------------------ | ------- | ---------------------------------------------------------------------------- | --------- | ------------------- | ----------------------------- |
|        | Briolf                   | Sant Miquel de Campmajor | entitat singular de població ens local històric de Catalunya                   | 6 hab   | 42° 10′ 06″ N, 2° 41′ 29″ E / 42.168205886937°N,2.6913646336832°E 227 msnm   |           | Briolf              | Modifica les dades a Wikidata |
|        | Falgons                  | Sant Miquel de Campmajor | entitat singular de població ens local històric de Catalunya                   | 47 hab  | 42° 06′ 29″ N, 2° 39′ 40″ E / 42.108056°N,2.661111°E 387 msnm                |           | Falgons             | Modifica les dades a Wikidata |
|        | Sant Martí de Campmajor  | Sant Miquel de Campmajor | entitat singular de població ens local històric de Catalunya                   | 69 hab  | 42° 07′ 35″ N, 2° 41′ 00″ E / 42.1264275489438°N,2.68334080419811°E 225 msnm |           |                     | Modifica les dades a Wikidata |
|        | Sant Miquel de Campmajor | Sant Miquel de Campmajor | entitat singular de població ens local històric de Catalunya capital municipal | 123 hab | 42° 08′ 09″ N, 2° 40′ 46″ E / 42.135947°N,2.679377°E                         |           |                     | Modifica les dades a Wikidata |
|        | Ventatjol                | Sant Miquel de Campmajor | entitat singular de població ens local històric de Catalunya                   | 5 hab   | 42° 09′ 23″ N, 2° 40′ 02″ E / 42.156430168081°N,2.6672132942251°E 314 msnm   |           |                     | Modifica les dades a Wikidata |

## església
| imatge | Nom                                  | Ubicat a                           | instància de     | Detalls                      | coordenades | Protecció                                  | Commons (més fotos)                                 | Dades a WD                    |
| ------ | ------------------------------------ | ---------------------------------- | ---------------- | ---------------------------- | --- | ------------------------------------------ | --------------------------------------------------- | ----------------------------- |
|        | Mare de Déu de Loreto                | Sant Miquel de Campmajor           | església capella |                              | 42° 09′ 47″ N, 2° 40′ 56″ E / 42.1629188082863°N,2.68233572490428°E 231 msnm                                                 |                                            |                                                     | Modifica les dades a Wikidata |
|        | Sant Esteve de Briolf                | Sant Miquel de Campmajor           | església         | 13rd century                 | 42° 10′ 09″ N, 2° 41′ 20″ E / 42.169074°N,2.689019°E                                                                         |                                            | Sant Esteve de Briolf                               | Modifica les dades a Wikidata |
|        | Sant Feliu de Ventatjol              | Sant Miquel de Campmajor Ventatjol | església         | Estat: enderrocat o destruït | 42° 09′ 18″ N, 2° 39′ 59″ E / 42.1550826111421°N,2.66625220160725°E 355 msnm                                                 |                                            |                                                     | Modifica les dades a Wikidata |
|        | Sant Nazari                          | Sant Miquel de Campmajor           | església ermita  |                              | 42° 05′ 52″ N, 2° 41′ 06″ E / 42.0977733921609°N,2.68495877322093°E 391 msnm                                                 |                                            | Sant Nazari (Sant Miquel de Campmajor)              | Modifica les dades a Wikidata |
|        | Sant Nicolau                         | Sant Miquel de Campmajor           | església capella |                              | 42° 05′ 13″ N, 2° 41′ 01″ E / 42.086874°N,2.683581°E en:Pla de Sant Nicolau, Sant Martí de Campmajor, Girona, Spain 722 msnm |                                            |                                                     | Modifica les dades a Wikidata |
|        | Sant Vicenç de Falgons               | Sant Miquel de Campmajor           | església         | Estil: arquitectura romànica | 42° 06′ 31″ N, 2° 39′ 39″ E / 42.1086°N,2.66089°E 376 msnm                                                                   | bé integrant del patrimoni cultural català | Sant Vicenç de Falgons                              | Modifica les dades a Wikidata |
|        | església de Sant Martí de Campmajor  | Sant Miquel de Campmajor           | església         |                              | 42° 07′ 54″ N, 2° 41′ 20″ E / 42.13155°N,2.68881°E                                                                           | bé integrant del patrimoni cultural català | Església de Sant Martí de Campmajor                 | Modifica les dades a Wikidata |
|        | església de Sant Miquel de Campmajor | Sant Miquel de Campmajor           | església         |                              | 42° 08′ 10″ N, 2° 40′ 45″ E / 42.13601°N,2.67928°E 220 msnm                                                                  | bé integrant del patrimoni cultural català | Església de Sant Miquel de Sant Miquel de Campmajor | Modifica les dades a Wikidata |

## llac
| imatge | Nom                      | Ubicat a                 | instància de | Detalls | coordenades                                                         | Protecció | Commons (més fotos) | Dades a WD                    |
| ------ | ------------------------ | ------------------------ | ------------ | ------- | ------------------------------------------------------------------- | --------- | ------------------- | ----------------------------- |
|        | estany de les Tres Creus | Sant Miquel de Campmajor | llac         |         | 42° 08′ 30″ N, 2° 40′ 43″ E / 42.1415814711899°N,2.67869091528433°E |           |                     | Modifica les dades a Wikidata |
|        | estanyol de Can Coromina | Sant Miquel de Campmajor | llac         |         | 42° 07′ 10″ N, 2° 40′ 51″ E / 42.119542495265°N,2.6807133628123°E   |           |                     | Modifica les dades a Wikidata |

## masia
| imatge | Nom                      | Ubicat a                              | instància de | Detalls | coordenades                                                         | Protecció | Commons (més fotos) | Dades a WD                    |
| ------ | ------------------------ | ------------------------------------- | ------------ | ------- | ------------------------------------------------------------------- | --------- | ------------------- | ----------------------------- |
|        | Bastarra                 | Sant Miquel de Campmajor              | masia        |         | 42° 05′ 27″ N, 2° 38′ 27″ E / 42.0907901637273°N,2.64094251400438°E |           |                     | Modifica les dades a Wikidata |
|        | Ca l'Esquerp             | Sant Miquel de Campmajor              | masia        |         | 42° 10′ 08″ N, 2° 41′ 40″ E / 42.1688236194077°N,2.69435241002934°E |           |                     | Modifica les dades a Wikidata |
|        | Ca l'Estany              | Sant Miquel de Campmajor              | masia        |         | 42° 06′ 45″ N, 2° 40′ 46″ E / 42.112618920145°N,2.67947832854365°E  |           |                     | Modifica les dades a Wikidata |
|        | Ca la Rossa              | Sant Miquel de Campmajor              | masia        |         | 42° 08′ 07″ N, 2° 41′ 16″ E / 42.1352480037882°N,2.68777400273444°E |           |                     | Modifica les dades a Wikidata |
|        | Ca la Rossa Nova         | Sant Miquel de Campmajor              | masia        |         | 42° 08′ 08″ N, 2° 41′ 12″ E / 42.1354793647417°N,2.68674433167758°E |           |                     | Modifica les dades a Wikidata |
|        | Ca n'Esquerrà            | Sant Miquel de Campmajor              | masia        |         | 42° 10′ 07″ N, 2° 41′ 27″ E / 42.1686607466637°N,2.69070906833105°E |           |                     | Modifica les dades a Wikidata |
|        | Cal Ferrer               | Sant Miquel de Campmajor              | masia        |         | 42° 07′ 32″ N, 2° 41′ 24″ E / 42.1255001849068°N,2.69004799599473°E |           |                     | Modifica les dades a Wikidata |
|        | Cal Fuster               | Sant Miquel de Campmajor              | masia        |         | 42° 07′ 54″ N, 2° 41′ 18″ E / 42.1316289419156°N,2.68833626265317°E |           |                     | Modifica les dades a Wikidata |
|        | Cal Guerra               | Sant Miquel de Campmajor              | masia        |         | 42° 10′ 24″ N, 2° 41′ 18″ E / 42.1733558584967°N,2.6884099604137°E  |           |                     | Modifica les dades a Wikidata |
|        | Cal Sabater              | Sant Miquel de Campmajor              | masia        |         | 42° 06′ 36″ N, 2° 39′ 46″ E / 42.1099774689104°N,2.66287234474405°E |           |                     | Modifica les dades a Wikidata |
|        | Can Baptista             | Sant Miquel de Campmajor              | masia        |         | 42° 07′ 37″ N, 2° 41′ 21″ E / 42.1268576214842°N,2.68910977405422°E |           |                     | Modifica les dades a Wikidata |
|        | Can Barceló              | Sant Miquel de Campmajor              | masia        |         | 42° 07′ 04″ N, 2° 41′ 57″ E / 42.1178330707828°N,2.69921863440102°E |           |                     | Modifica les dades a Wikidata |
|        | Can Bernola              | Sant Miquel de Campmajor              | masia        |         | 42° 07′ 31″ N, 2° 41′ 32″ E / 42.1253796009461°N,2.69209322788154°E |           |                     | Modifica les dades a Wikidata |
|        | Can Bosc                 | Sant Miquel de Campmajor              | masia        |         | 42° 07′ 58″ N, 2° 41′ 39″ E / 42.1326801368618°N,2.69407854991786°E |           |                     | Modifica les dades a Wikidata |
|        | Can Brugada              | Sant Miquel de Campmajor              | masia        |         | 42° 07′ 21″ N, 2° 41′ 01″ E / 42.1225557596336°N,2.68369882642121°E |           |                     | Modifica les dades a Wikidata |
|        | Can Bruguer              | Sant Miquel de Campmajor              | masia        |         | 42° 06′ 22″ N, 2° 39′ 43″ E / 42.1060476080813°N,2.66184091832491°E |           |                     | Modifica les dades a Wikidata |
|        | Can Cargol               | Sant Miquel de Campmajor              | masia        |         | 42° 08′ 58″ N, 2° 41′ 18″ E / 42.1495245183008°N,2.68826059530772°E |           |                     | Modifica les dades a Wikidata |
|        | Can Coma Gros            | Sant Miquel de Campmajor              | masia        |         | 42° 07′ 45″ N, 2° 41′ 40″ E / 42.1291958786367°N,2.69454298625756°E |           |                     | Modifica les dades a Wikidata |
|        | Can Coma Petit           | Sant Miquel de Campmajor              | masia        |         | 42° 07′ 50″ N, 2° 41′ 39″ E / 42.1305186817323°N,2.69411314963983°E |           |                     | Modifica les dades a Wikidata |
|        | Can Coromina             | Sant Miquel de Campmajor              | masia        |         | 42° 07′ 08″ N, 2° 40′ 58″ E / 42.1187976448532°N,2.68282232117801°E |           |                     | Modifica les dades a Wikidata |
|        | Can Gifre de Baix        | Sant Miquel de Campmajor              | masia        |         | 42° 05′ 48″ N, 2° 40′ 28″ E / 42.0966002517368°N,2.67445575148486°E |           |                     | Modifica les dades a Wikidata |
|        | Can Gifre de Dalt        | Sant Miquel de Campmajor              | masia        |         | 42° 05′ 49″ N, 2° 40′ 29″ E / 42.0970062585155°N,2.67470762986458°E |           |                     | Modifica les dades a Wikidata |
|        | Can Jofre                | Sant Miquel de Campmajor              | masia        |         | 42° 10′ 12″ N, 2° 40′ 24″ E / 42.169956830598°N,2.6731958296223°E   |           |                     | Modifica les dades a Wikidata |
|        | Can Llambert             | Sant Miquel de Campmajor              | masia        |         | 42° 07′ 28″ N, 2° 41′ 36″ E / 42.1245095168851°N,2.6934161578415°E  |           |                     | Modifica les dades a Wikidata |
|        | Can Pere Pastor          | Sant Miquel de Campmajor              | masia        |         | 42° 08′ 23″ N, 2° 40′ 57″ E / 42.1396826115457°N,2.68246399055119°E |           |                     | Modifica les dades a Wikidata |
|        | Can Petit Carrera        | Sant Miquel de Campmajor              | masia        |         | 42° 06′ 49″ N, 2° 41′ 07″ E / 42.1134813890138°N,2.68520759215024°E |           |                     | Modifica les dades a Wikidata |
|        | Can Pla                  | Sant Miquel de Campmajor              | masia        |         | 42° 10′ 01″ N, 2° 41′ 39″ E / 42.1668146070777°N,2.69413205976744°E |           |                     | Modifica les dades a Wikidata |
|        | Can Plana de Falgons     | Sant Miquel de Campmajor              | masia        |         | 42° 06′ 43″ N, 2° 40′ 04″ E / 42.1120001001947°N,2.66773628954668°E |           |                     | Modifica les dades a Wikidata |
|        | Can Planaferrana         | Sant Miquel de Campmajor              | masia        |         | 42° 07′ 19″ N, 2° 40′ 36″ E / 42.121896651391°N,2.67664907436826°E  |           |                     | Modifica les dades a Wikidata |
|        | Can Planters             | Sant Miquel de Campmajor              | masia        |         | 42° 06′ 17″ N, 2° 39′ 26″ E / 42.1048536720507°N,2.65709409370386°E |           |                     | Modifica les dades a Wikidata |
|        | Can Pradoi               | Sant Miquel de Campmajor              | masia        |         | 42° 06′ 22″ N, 2° 40′ 38″ E / 42.106022947865°N,2.6771528040957°E   |           |                     | Modifica les dades a Wikidata |
|        | Can Rafael               | Sant Miquel de Campmajor              | masia        |         | 42° 07′ 34″ N, 2° 41′ 28″ E / 42.1260614814112°N,2.69112203677243°E |           |                     | Modifica les dades a Wikidata |
|        | Can Ramon Benet          | Sant Miquel de Campmajor              | masia        |         | 42° 07′ 34″ N, 2° 41′ 39″ E / 42.1260245517599°N,2.69414686836001°E |           |                     | Modifica les dades a Wikidata |
|        | Can Riera de la Roqueta  | Sant Miquel de Campmajor              | masia        |         | 42° 07′ 26″ N, 2° 41′ 20″ E / 42.1239928191883°N,2.68883342277215°E |           |                     | Modifica les dades a Wikidata |
|        | Can Sagnari              | Sant Miquel de Campmajor              | masia        |         | 42° 05′ 48″ N, 2° 41′ 06″ E / 42.0965302463278°N,2.68486818207335°E |           |                     | Modifica les dades a Wikidata |
|        | Can Sala                 | Sant Miquel de Campmajor              | masia        |         | 42° 07′ 31″ N, 2° 41′ 37″ E / 42.1253023335303°N,2.69350912317808°E |           |                     | Modifica les dades a Wikidata |
|        | Can Serra                | Sant Miquel de Campmajor              | masia        |         | 42° 05′ 39″ N, 2° 40′ 46″ E / 42.0941104710847°N,2.67943851808404°E |           |                     | Modifica les dades a Wikidata |
|        | Can Soler                | Sant Miquel de Campmajor              | masia        |         | 42° 08′ 44″ N, 2° 40′ 38″ E / 42.1455672536784°N,2.67724268711136°E |           |                     | Modifica les dades a Wikidata |
|        | Can Talaia               | Sant Miquel de Campmajor              | masia        |         | 42° 06′ 02″ N, 2° 40′ 47″ E / 42.100625961073°N,2.6795989161153°E   |           |                     | Modifica les dades a Wikidata |
|        | Can Teixidor             | Sant Miquel de Campmajor              | masia        |         | 42° 07′ 54″ N, 2° 41′ 01″ E / 42.1317778744495°N,2.68351985078592°E |           |                     | Modifica les dades a Wikidata |
|        | Can Veí                  | Sant Miquel de Campmajor              | masia        |         | 42° 06′ 26″ N, 2° 41′ 13″ E / 42.1073167321629°N,2.68695558969881°E |           |                     | Modifica les dades a Wikidata |
|        | Casa Nova Llorenç        | Sant Miquel de Campmajor              | masia        |         | 42° 06′ 44″ N, 2° 40′ 06″ E / 42.1123170017724°N,2.6683152423565°E  |           |                     | Modifica les dades a Wikidata |
|        | Casa Nova Vicenç         | Sant Miquel de Campmajor              | masia        |         | 42° 06′ 42″ N, 2° 40′ 07″ E / 42.1117506157227°N,2.66866897613884°E |           |                     | Modifica les dades a Wikidata |
|        | Casa Nova de Roca        | Sant Miquel de Campmajor              | masia        |         | 42° 08′ 55″ N, 2° 40′ 57″ E / 42.1487429178517°N,2.68240661061583°E |           |                     | Modifica les dades a Wikidata |
|        | Casal de Sant Miquel     | Sant Miquel de Campmajor              | masia        |         | 42° 07′ 41″ N, 2° 41′ 19″ E / 42.1279372991069°N,2.68870522888481°E |           |                     | Modifica les dades a Wikidata |
|        | Collferrer               | Sant Miquel de Campmajor              | masia        |         | 42° 05′ 51″ N, 2° 39′ 04″ E / 42.0975942338515°N,2.65105032669337°E |           |                     | Modifica les dades a Wikidata |
|        | Fontanella               | Sant Miquel de Campmajor              | masia        |         | 42° 06′ 10″ N, 2° 39′ 40″ E / 42.10272230437°N,2.66119340905229°E   |           |                     | Modifica les dades a Wikidata |
|        | Godall                   | Sant Miquel de Campmajor              | masia        |         | 42° 08′ 48″ N, 2° 41′ 16″ E / 42.146581178251°N,2.6878389728914°E   |           |                     | Modifica les dades a Wikidata |
|        | Guixeres                 | Sant Miquel de Campmajor              | masia        |         | 42° 09′ 17″ N, 2° 41′ 51″ E / 42.154712708575°N,2.6974821809201°E   |           |                     | Modifica les dades a Wikidata |
|        | Mas Baldirot             | Sant Miquel de Campmajor              | masia        |         | 42° 06′ 01″ N, 2° 39′ 28″ E / 42.1002982668523°N,2.65772332424943°E |           |                     | Modifica les dades a Wikidata |
|        | Mas Batlle de la Roqueta | Sant Miquel de Campmajor              | masia        |         | 42° 07′ 28″ N, 2° 41′ 18″ E / 42.1244780452767°N,2.68841970574729°E |           |                     | Modifica les dades a Wikidata |
|        | Mas Bertrà               | Sant Miquel de Campmajor              | masia        |         | 42° 06′ 37″ N, 2° 39′ 59″ E / 42.1102129142374°N,2.66639091618301°E |           |                     | Modifica les dades a Wikidata |
|        | Mas Cargol               | Sant Miquel de Campmajor              | masia        |         | 42° 06′ 22″ N, 2° 40′ 27″ E / 42.1060925801819°N,2.67427414937399°E |           |                     | Modifica les dades a Wikidata |
|        | Mas Corral               | Sant Miquel de Campmajor              | masia        |         | 42° 05′ 45″ N, 2° 39′ 47″ E / 42.0957926459906°N,2.66300794528287°E |           |                     | Modifica les dades a Wikidata |
|        | Mas Deu                  | Sant Miquel de Campmajor              | masia        |         | 42° 07′ 32″ N, 2° 40′ 37″ E / 42.1255271902759°N,2.67698147022463°E |           |                     | Modifica les dades a Wikidata |
|        | Mas Ferriol              | Sant Miquel de Campmajor              | masia        |         | 42° 06′ 55″ N, 2° 39′ 41″ E / 42.1153137723267°N,2.66133199362106°E |           |                     | Modifica les dades a Wikidata |
|        | Mas Pere Collell         | Sant Miquel de Campmajor              | masia        |         | 42° 06′ 01″ N, 2° 39′ 22″ E / 42.1002841255245°N,2.65600609349886°E |           |                     | Modifica les dades a Wikidata |
|        | Mas Pons                 | Sant Miquel de Campmajor              | masia        |         | 42° 06′ 28″ N, 2° 39′ 40″ E / 42.1077026698737°N,2.66111851029232°E |           |                     | Modifica les dades a Wikidata |
|        | Mas Puig Mitjà           | Sant Miquel de Campmajor              | masia        |         | 42° 06′ 55″ N, 2° 39′ 55″ E / 42.1151540111465°N,2.66520373617246°E |           |                     | Modifica les dades a Wikidata |
|        | Mas Sitjar               | Sant Miquel de Campmajor              | masia        |         | 42° 06′ 28″ N, 2° 39′ 36″ E / 42.1077896567516°N,2.66007786522833°E |           |                     | Modifica les dades a Wikidata |
|        | Ventatjol                | Sant Miquel de Campmajor Ventatjol    | masia        |         | 42° 09′ 23″ N, 2° 40′ 02″ E / 42.156430168081°N,2.6672132942251°E   |           |                     | Modifica les dades a Wikidata |
|        | el Camós                 | Sant Miquel de Campmajor              | masia        |         | 42° 06′ 51″ N, 2° 40′ 33″ E / 42.1140317975972°N,2.67586650467346°E |           |                     | Modifica les dades a Wikidata |
|        | el Corral                | Sant Miquel de Campmajor              | masia        |         | 42° 05′ 45″ N, 2° 39′ 47″ E / 42.0957926459906°N,2.66300794528287°E |           |                     | Modifica les dades a Wikidata |
|        | el Crous                 | Sant Miquel de Campmajor              | masia        |         | 42° 09′ 00″ N, 2° 40′ 15″ E / 42.150136309163°N,2.6708771889262°E   |           |                     | Modifica les dades a Wikidata |
|        | el Llor                  | Sant Miquel de Campmajor              | masia        |         | 42° 05′ 53″ N, 2° 40′ 12″ E / 42.0980286289218°N,2.67002230428001°E |           |                     | Modifica les dades a Wikidata |
|        | el Mas Nou               | Sant Miquel de Campmajor              | masia        |         | 42° 07′ 25″ N, 2° 41′ 31″ E / 42.1236946681401°N,2.6918231284932°E  |           |                     | Modifica les dades a Wikidata |
|        | el Pou                   | Sant Miquel de Campmajor              | masia        |         | 42° 07′ 30″ N, 2° 40′ 42″ E / 42.1249096618853°N,2.67837592255357°E |           |                     | Modifica les dades a Wikidata |
|        | el Pujol                 | Sant Miquel de Campmajor              | masia        |         | 42° 06′ 19″ N, 2° 40′ 50″ E / 42.1052099267727°N,2.68067673664691°E |           |                     | Modifica les dades a Wikidata |
|        | el Rodorar               | Sant Miquel de Campmajor              | masia        |         | 42° 06′ 24″ N, 2° 41′ 06″ E / 42.1067893663193°N,2.68513184679881°E |           |                     | Modifica les dades a Wikidata |
|        | el Roure Gros            | Canet d'Adri Sant Miquel de Campmajor | masia        |         | 42° 05′ 20″ N, 2° 41′ 23″ E / 42.0890049163828°N,2.68968160175725°E |           |                     | Modifica les dades a Wikidata |
|        | el Sagalàs               | Sant Miquel de Campmajor              | masia        |         | 42° 09′ 42″ N, 2° 40′ 56″ E / 42.1617745757523°N,2.68218407806275°E |           |                     | Modifica les dades a Wikidata |
|        | el Trulls                | Sant Miquel de Campmajor              | masia        |         | 42° 06′ 48″ N, 2° 39′ 37″ E / 42.1132483553452°N,2.66033900696709°E |           |                     | Modifica les dades a Wikidata |
|        | els Piells               | Sant Miquel de Campmajor              | masia        |         | 42° 09′ 13″ N, 2° 40′ 13″ E / 42.1534821070113°N,2.67027908330748°E |           |                     | Modifica les dades a Wikidata |
|        | la Barraca               | Sant Miquel de Campmajor              | masia        |         | 42° 07′ 31″ N, 2° 40′ 27″ E / 42.1253664217107°N,2.67427222703784°E |           |                     | Modifica les dades a Wikidata |
|        | la Cadamont              | Sant Miquel de Campmajor              | masia        |         | 42° 09′ 23″ N, 2° 40′ 19″ E / 42.156444109643°N,2.6720549347577°E   |           |                     | Modifica les dades a Wikidata |
|        | la Canova                | Sant Miquel de Campmajor              | masia        |         | 42° 08′ 31″ N, 2° 43′ 01″ E / 42.1418171021267°N,2.71685821914973°E |           |                     | Modifica les dades a Wikidata |
|        | la Caseta                | Sant Miquel de Campmajor              | masia        |         | 42° 09′ 04″ N, 2° 41′ 08″ E / 42.1512013969088°N,2.68557751535607°E |           |                     | Modifica les dades a Wikidata |
|        | la Casica                | Sant Miquel de Campmajor              | masia        |         | 42° 07′ 36″ N, 2° 40′ 52″ E / 42.1266643193773°N,2.68102876777355°E |           |                     | Modifica les dades a Wikidata |
|        | la Casota                | Sant Miquel de Campmajor              | masia        |         | 42° 07′ 04″ N, 2° 41′ 13″ E / 42.117710297797°N,2.68698912047504°E  |           |                     | Modifica les dades a Wikidata |
|        | la Coma                  | Sant Miquel de Campmajor              | masia        |         | 42° 05′ 51″ N, 2° 40′ 14″ E / 42.09745402809°N,2.67065412817692°E   |           |                     | Modifica les dades a Wikidata |
|        | la Creueta               | Sant Miquel de Campmajor              | masia        |         | 42° 07′ 33″ N, 2° 41′ 06″ E / 42.1259008039707°N,2.68502513057513°E |           |                     | Modifica les dades a Wikidata |
|        | la Fleca                 | Sant Miquel de Campmajor              | masia        |         | 42° 07′ 33″ N, 2° 41′ 01″ E / 42.1256987035971°N,2.6835864047092°E  |           |                     | Modifica les dades a Wikidata |
|        | la Guàrdia               | Sant Miquel de Campmajor              | masia        |         | 42° 07′ 38″ N, 2° 40′ 41″ E / 42.1273583987664°N,2.67801266951477°E |           |                     | Modifica les dades a Wikidata |
|        | la Massó                 | Sant Miquel de Campmajor              | masia        |         | 42° 06′ 17″ N, 2° 39′ 32″ E / 42.1046155120554°N,2.65877651718296°E |           |                     | Modifica les dades a Wikidata |
|        | la Quintana              | Sant Miquel de Campmajor              | masia        |         | 42° 07′ 59″ N, 2° 41′ 23″ E / 42.1330284645557°N,2.68963619511123°E |           |                     | Modifica les dades a Wikidata |
|        | les Carreres             | Sant Miquel de Campmajor              | masia        |         | 42° 09′ 33″ N, 2° 40′ 33″ E / 42.1591813435084°N,2.67596302034969°E |           |                     | Modifica les dades a Wikidata |
|        | les Cases                | Sant Miquel de Campmajor              | masia        |         | 42° 08′ 26″ N, 2° 41′ 08″ E / 42.1405105514619°N,2.68549729660035°E |           |                     | Modifica les dades a Wikidata |

## molí d'aigua
| imatge | Nom             | Ubicat a                 | instància de | Detalls                                  | coordenades                                                         | Protecció                                  | Commons (més fotos) | Dades a WD                    |
| ------ | --------------- | ------------------------ | ------------ | ---------------------------------------- | ------------------------------------------------------------------- | ------------------------------------------ | ------------------- | ----------------------------- |
|        | Antic molí      | Sant Miquel de Campmajor | molí d'aigua | Estil: arquitectura popular 18th century | 42° 08′ 08″ N, 2° 40′ 51″ E / 42.13546°N,2.68092°E 209 msnm         | bé integrant del patrimoni cultural català | Molí de Sant Miquel | Modifica les dades a Wikidata |
|        | Molí d'en Plana | Sant Miquel de Campmajor | molí d'aigua |                                          | 42° 07′ 27″ N, 2° 40′ 30″ E / 42.1241977261882°N,2.67502830550717°E |                                            |                     | Modifica les dades a Wikidata |
|        | Molí de Roca    | Sant Miquel de Campmajor | molí d'aigua | Estil: arquitectura popular              | 42° 09′ 44″ N, 2° 40′ 52″ E / 42.162201°N,2.681136°E                | bé integrant del patrimoni cultural català |                     | Modifica les dades a Wikidata |

## muntanya
| imatge | Nom                 | Ubicat a                                       | instància de | Detalls | coordenades                                                                | Protecció | Commons (més fotos) | Dades a WD                    |
| ------ | ------------------- | ---------------------------------------------- | ------------ | ------- | -------------------------------------------------------------------------- | --------- | ------------------- | ----------------------------- |
|        | Golany              | Sant Miquel de Campmajor Sant Martí de Llémena | muntanya     |         | 42° 05′ 01″ N, 2° 40′ 20″ E / 42.08352222°N,2.67233333°E 864 msnm          |           |                     | Modifica les dades a Wikidata |
|        | Llebrera            | Sant Miquel de Campmajor Sant Martí de Llémena | muntanya     |         | 42° 05′ 15″ N, 2° 38′ 34″ E / 42.08758333°N,2.64272778°E 810.7 msnm        |           |                     | Modifica les dades a Wikidata |
|        | Montfalgó           | Sant Miquel de Campmajor Mieres                | muntanya     |         | 42° 06′ 39″ N, 2° 39′ 12″ E / 42.11088889°N,2.65341944°E 614.2 msnm        |           |                     | Modifica les dades a Wikidata |
|        | Puig Castellar      | Sant Miquel de Campmajor Sant Ferriol Mieres   | muntanya     |         | 42° 08′ 33″ N, 2° 39′ 44″ E / 42.1426°N,2.66236°E 473 msnm                 |           |                     | Modifica les dades a Wikidata |
|        | Puig Caterina       | Sant Miquel de Campmajor                       | muntanya     |         | 42° 07′ 05″ N, 2° 39′ 47″ E / 42.11814556°N,2.66319167°E 306.4 msnm        |           |                     | Modifica les dades a Wikidata |
|        | Puig Sesarques      | Canet d'Adri Sant Miquel de Campmajor          | muntanya     |         | 42° 04′ 58″ N, 2° 40′ 52″ E / 42.082777777778°N,2.6811111111111°E 880 msnm |           |                     | Modifica les dades a Wikidata |
|        | Turó de Sant Joan   | Sant Miquel de Campmajor Mieres                | muntanya     |         | 42° 07′ 17″ N, 2° 39′ 35″ E / 42.1214°N,2.65966°E 342.6 msnm               |           |                     | Modifica les dades a Wikidata |
|        | el Montner          | Sant Miquel de Campmajor Sant Martí de Llémena | muntanya     |         | 42° 05′ 06″ N, 2° 39′ 19″ E / 42.0851°N,2.65521°E 837 msnm                 |           |                     | Modifica les dades a Wikidata |
|        | el Pi de Sant Josep | Sant Miquel de Campmajor Sant Ferriol          | muntanya     |         | 42° 10′ 26″ N, 2° 41′ 45″ E / 42.174°N,2.69592°E 451.5 msnm                |           |                     | Modifica les dades a Wikidata |

## pont
| imatge | Nom              | Ubicat a                 | instància de | Detalls                                         | coordenades                                                         | Protecció                                  | Commons (més fotos) | Dades a WD                    |
| ------ | ---------------- | ------------------------ | ------------ | ----------------------------------------------- | ------------------------------------------------------------------- | ------------------------------------------ | ------------------- | ----------------------------- |
|        | Pont de Guixeres | Sant Miquel de Campmajor | pont         | Estil: arquitectura popular                     | 42° 09′ 08″ N, 2° 41′ 05″ E / 42.152161°N,2.684764°E                | bé integrant del patrimoni cultural català |                     | Modifica les dades a Wikidata |
|        | Pont de can Prat | Sant Miquel de Campmajor | pont         | Estil: arquitectura popular Travessa: el Ritort | 42° 08′ 18″ N, 2° 40′ 46″ E / 42.13841°N,2.67942°E                  | bé integrant del patrimoni cultural català | Pont de can Prat    | Modifica les dades a Wikidata |
|        | Pont del Marçol  | Sant Miquel de Campmajor | pont         |                                                 | 42° 06′ 56″ N, 2° 40′ 57″ E / 42.1155902150865°N,2.68241493299565°E |                                            |                     | Modifica les dades a Wikidata |

## serra
| imatge | Nom                   | Ubicat a                              | instància de | Detalls | coordenades                                                         | Protecció | Commons (més fotos) | Dades a WD                    |
| ------ | --------------------- | ------------------------------------- | ------------ | ------- | ------------------------------------------------------------------- | --------- | ------------------- | ----------------------------- |
|        | serra Mitjana         | Sant Miquel de Campmajor              | serra        |         | 42° 07′ 57″ N, 2° 39′ 59″ E / 42.1324°N,2.66642°E                   |           |                     | Modifica les dades a Wikidata |
|        | serra de Can Ginestar | Porqueres Sant Miquel de Campmajor    | serra        |         | 42° 08′ 42″ N, 2° 42′ 05″ E / 42.14498611°N,2.70132972°E            |           |                     | Modifica les dades a Wikidata |
|        | serra de Portelles    | Sant Miquel de Campmajor              | serra        |         | 42° 05′ 10″ N, 2° 39′ 52″ E / 42.0861°N,2.66433°E                   |           |                     | Modifica les dades a Wikidata |
|        | serra de la Cadamont  | Sant Ferriol Sant Miquel de Campmajor | serra        |         | 42° 09′ 25″ N, 2° 39′ 51″ E / 42.15697222°N,2.66402778°E 477.5 msnm |           |                     | Modifica les dades a Wikidata |
|        | serrat de Boquià      | Sant Miquel de Campmajor Serinyà      | serra        |         | 42° 09′ 28″ N, 2° 42′ 04″ E / 42.157731°N,2.701094°E                |           |                     | Modifica les dades a Wikidata |
|        | serrat de l'Arn       | Porqueres Sant Miquel de Campmajor    | serra        |         | 42° 07′ 07″ N, 2° 42′ 23″ E / 42.11863167°N,2.7063°E 640 msnm       |           |                     | Modifica les dades a Wikidata |

## Misc
| imatge | Nom                                              | Ubicat a                                                           | instància de                                  | Detalls                                                                  | coordenades                                                                                             | Protecció                                            | Commons (més fotos)                   | Dades a WD                    |
| ------ | ------------------------------------------------ | ------------------------------------------------------------------ | --------------------------------------------- | ------------------------------------------------------------------------ | --- | ---------------------------------------------------- | ------------------------------------- | ----------------------------- |
|        | Can Rovira                                       | Sant Miquel de Campmajor                                           | casa                                          | Estil: arquitectura modernista                                           | 42° 08′ 08″ N, 2° 40′ 43″ E / 42.135555555556°N,2.6786111111111°E 223 msnm                              | bé integrant del patrimoni cultural català           | Can Rovira (Sant Miquel de Campmajor) | Modifica les dades a Wikidata |
|        | Estanyols de la vall de Sant Miquel de Campmajor | Sant Miquel de Campmajor                                           | zona humida                                   |                                                                          | 42° 07′ 48″ N, 2° 40′ 52″ E / 42.129947°N,2.681149°E                                                    |                                                      |                                       | Modifica les dades a Wikidata |
|        | Granja de Can Jofre                              | Sant Miquel de Campmajor                                           | granja                                        |                                                                          | 42° 10′ 02″ N, 2° 40′ 33″ E / 42.1672150698747°N,2.67597045027036°E                                     |                                                      |                                       | Modifica les dades a Wikidata |
|        | Muntanyes de Rocacorba                           | Mieres Sant Miquel de Campmajor Canet d'Adri Sant Martí de Llémena | àrea protegida Pla d'Espais d'Interès Natural | 1992 Superfície: 3205.57227ha                                            | 42° 03′ 59″ N, 2° 41′ 19″ E / 42.066432°N,2.688683°E 992 msnm                                           |                                                      | Muntanyes de Rocacorba                | Modifica les dades a Wikidata |
|        | Pedra dels Tres Senyors                          | Sant Miquel de Campmajor                                           | fita                                          | Estil: arquitectura popular                                              | | bé integrant del patrimoni cultural català           |                                       | Modifica les dades a Wikidata |
|        | Rajoleria Cadamont                               | Sant Miquel de Campmajor                                           | teuleria                                      | Estil: arquitectura popular                                              | | bé integrant del patrimoni cultural català           |                                       | Modifica les dades a Wikidata |
|        | Torre de Ginestar                                | Sant Miquel de Campmajor                                           | torre de telegrafia òptica                    | Estil: arquitectura popular 19th century                                 | 42° 07′ 59″ N, 2° 42′ 16″ E / 42.133056°N,2.704444°E 488 msnm                                           | bé d'interès cultural bé cultural d'interès nacional | Torre de Ginestar                     | Modifica les dades a Wikidata |
|        | Torre de guaita                                  | Sant Miquel de Campmajor                                           | torre de sentinella                           |                                                                          | | bé d'interès cultural bé cultural d'interès nacional |                                       | Modifica les dades a Wikidata |
|        | Volcà del Puig Montner                           | Sant Miquel de Campmajor                                           | volcà extint                                  |                                                                          | 42° 05′ 06″ N, 2° 39′ 19″ E / 42.08512°N,2.65529°E Zona Volcànica de la Garrotxa 837 msnm               |                                                      |                                       | Modifica les dades a Wikidata |
|        | annex parroquial de Sant Esteve de Briolf        | Sant Miquel de Campmajor                                           | annex parroquial                              |                                                                          | Sant Esteve de Briolf                                                                                   |                                                      |                                       | Modifica les dades a Wikidata |
|        | casa consistorial de Sant Miquel de Campmajor    | Sant Miquel de Campmajor                                           | casa consistorial                             |                                                                          | 42° 07′ 34″ N, 2° 41′ 03″ E / 42.12609582313442°N,2.6842130508895057°E                                  |                                                      |                                       | Modifica les dades a Wikidata |
|        | castanyer del Pla de Sant Nicolau                | Sant Miquel de Campmajor                                           | arbre singular                                | Taxon: castanyer (Castanea sativa) Ample: 16.1m Alt: 18m Perímetre: 9.7m | 42° 05′ 13″ N, 2° 41′ 06″ E / 42.08706°N,2.68494°E ca:Pla de Sant Nicolau, darrera l'ermita 725 msnm    | arbre monumental                                     | Castanyer del Pla de Sant Nicolau     | Modifica les dades a Wikidata |
|        | creu del Collell                                 | Sant Miquel de Campmajor                                           | creu de terme                                 |                                                                          | 42° 08′ 56″ N, 2° 39′ 36″ E / 42.149026543415715°N,2.6599669298909787°E                                 |                                                      | Creu de terme del Collell             | Modifica les dades a Wikidata |
|        | torre de Brió                                    | Sant Miquel de Campmajor                                           | torre de defensa                              | 12nd century                                                             | 42° 10′ 08″ N, 2° 41′ 20″ E / 42.169°N,2.68902°E ca:Veïnat de Briolf, Sant Miquel de Campmajor 269 msnm | bé d'interès cultural bé cultural d'interès nacional | Torre de Brió                         | Modifica les dades a Wikidata |